# Øresund
L'Øresund o Öresund (ˈøːɐsɔnˀ in danese; œrəˈsɵnd in svedese; Sund in tedesco) (la parola sund significa "insenatura") è lo stretto che separa l'isola di Selandia (Danimarca) dalla Scania (Svezia). Ha una lunghezza di 118 chilometri; un'ampiezza che varia da un minimo di 4 km (tra Helsingør e Helsingborg) a un massimo di 28 km.

## Caratteristiche
È, insieme a Grande Belt, Piccolo Belt e Canale di Kiel, una delle quattro vie marittime che collegano il Mar Baltico con l'Oceano Atlantico attraverso il Kattegat, lo Skagerrak e il Mare del Nord; ciò lo rende una delle vie acquatiche più trafficate al mondo.
Vi si trovano alcune isole, Ven (che appartiene alla Svezia), Amager, Saltholm e l'isola artificiale di Peberholm (tutte parte della Danimarca).
Le città principali situate sull'Øresund di Copenaghen e Malmö sono congiunte dal 1º luglio 2000 dal ponte di Øresund, creando l'area metropolitana internazionale nota come Regione dell'Øresund. Il collegamento via traghetto più breve, la "tratta HH", è quello che congiunge le città di Helsingør e Helsingborg.
L'Øresund è uno stretto geologicamente giovane, formato tra 8500 e 8000 anni fa in conseguenza all'innalzamento del livello del mare. In passato nel bacino del Baltico era presente il Lago Ancylus (d'acqua dolce), che divenne poi mar Littorina dopo che le acque oceaniche iniziarono a irrompere attraverso il Grande Belt e l'Øresund.

## Storia
Il controllo politico dell'Øresund è stato un elemento importante nel corso della storia di Danimarca e Svezia. La Danimarca mantenne il controllo militare nello stretto grazie ai forti costieri di Kronborg a Elsinore e Kärnan a Helsingborg, fino a che nel 1658 la costa orientale non fu ceduta alla Svezia con il trattato di Roskilde.
Nel 1429 re Eric di Pomerania istituì il pedaggio del Sound, che restò in vigore fino al 1857, e costituì la più importante fonte di guadagno per la Corona danese per vari secoli, rendendo i re di Danimarca relativamente indipendenti dal consiglio privato e dall'aristocrazia dello Stato.
Per rendersi indipendente dall'Øresund, la Svezia mise in atto due grandi progetti: la fondazione di Göteborg nel 1621 e la costruzione del Canale di Göta tra il 1810 e il 1832.
La Convenzione di Copenaghen del 1857 abolì il pedaggio e rese gli stretti danesi vie marittime internazionali.